# Junior Music
Junior Music (dawniej: Top Kids Jr) – polski kanał muzyczny dla dzieci uruchomiony 1 września 2019 r. przez grupę MWE Networks.  
10 marca 2022 r. KRRiT zgodziła się na zmianę nazwy Top Kids Jr na Junior Music.  

## Dostępność
Kanał dostępny jest u następujących operatorów: 
- E-CHO[3]
- Inea[4]
- UPC[5]
- telewizja internetowa: m.in. Gonet.tv[6]

## Pasma

### Obecnie
Karaoke z Junior Music(00:00-06:00),
Pobudka z Junior Music! (06:00-09:00),
Zabawa z Junior Music! (09:00-12:00),
Dziecięce Hity z Junior Music! (12:00-14:00),
CocoMelon w Junior Music! (14:00-19:00),
Dobranocka z Junior Music! (19:00-20:00),
Wieczorne granie z Junior Music! (20:00-00:00).